# Ödåkra
Ödåkra est une localité de la Suède située à proximité d'Helsingborg.